# France métropolitaine
Ne doit pas être confondu avec France hexagonale.
« Métropole française » et « Métropole (France) » redirigent ici. Pour les EPCI, voir Métropole (intercommunalité française).

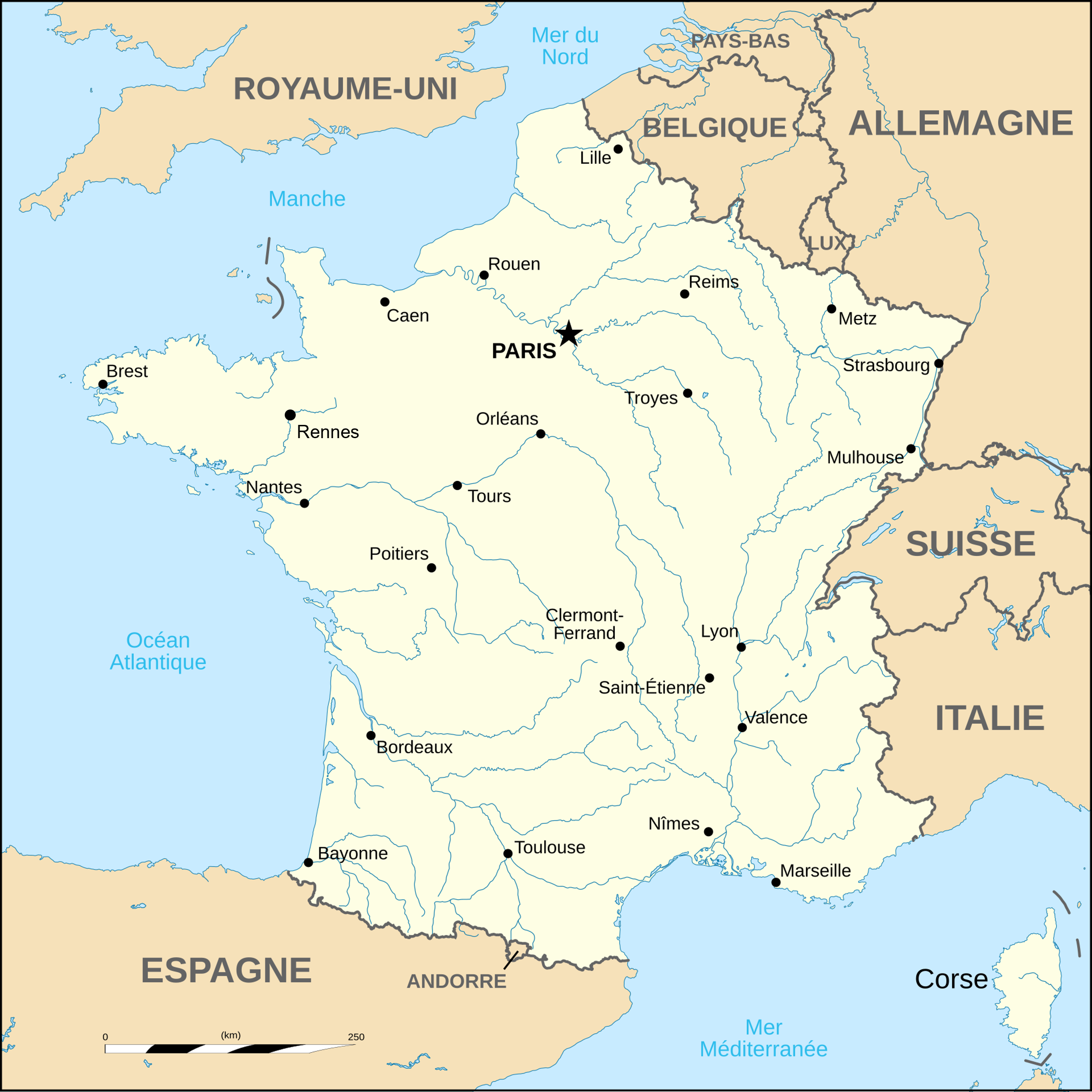
Carte de la France métropolitaine.

Les territoires européens et ultramarins de la France.

La France métropolitaine, également appelée la Métropole ou, selon le droit international public, le territoire européen de la France, est la partie de la République française localisée en Europe. Elle comprend la France hexagonale, soit le territoire continental européen et les îles proches de l'océan Atlantique, de la Manche et de la mer Méditerranée, mais également la Corse. La France d'outre-mer est la partie du territoire national située en dehors du continent européen.
Les termes « Métropole » ou « France métropolitaine » sont utilisés en France et dans les pays francophones comme la Belgique et la Suisse, tandis qu'en droit européen et international, on utilise l’expression « Territoire européen de la France », en particulier pour désigner le territoire de la France inclus dans l'espace Schengen. La partie continentale de la France métropolitaine est appelée l'Hexagone.
La Constitution du 4 octobre 1958 fait en son article 74-1 (entré en vigueur le 28 mars 2003) usage de ce mot, et il utilisé dans les textes légaux.

## Dénomination
Le terme « métropole » renvoie pour certains au passé colonialiste de la France. Ainsi, des personnes s'opposent à cette dénomination. 
En 2018, un amendement a été déposé pour que le terme « métropole » soit remplacé par « France hexagonale » dans la Constitution française. Cet amendement a été rejeté en 2021.
Le 23 mai 2023, l'Assemblée nationale adopte à l’unanimité un amendement demandant l’abandon du terme « métropole », qu’elle juge colonial, au profit d'« Hexagone » dans la loi de programmation militaire,.

## Définitions

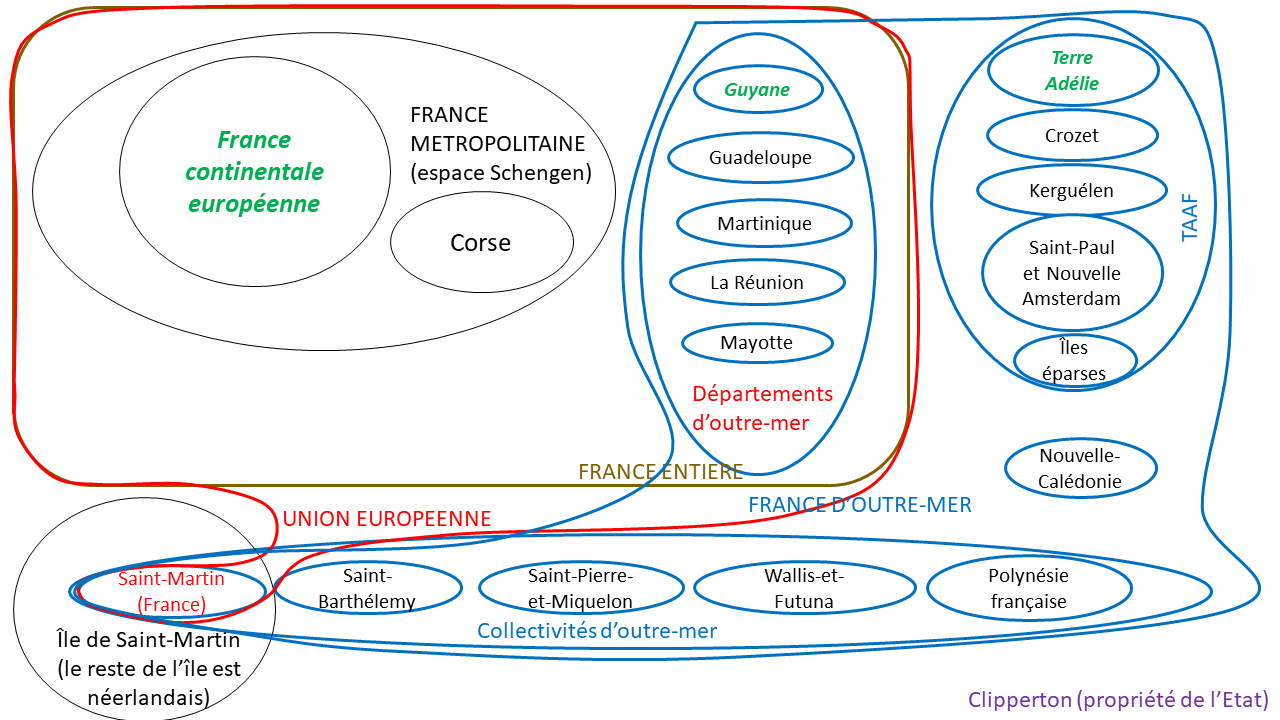
On voit la France métropolitaine et d'outre-mer, la partie appartenant à l'Union européenne. Pour des raisons de simplification, la France continentale est représentée en vert et en italique. Le terme TAAF désigne les Terres australes et antarctiques françaises.

La France métropolitaine est le territoire européen de la France, et est rattachée à l'espace Schengen. Le terme « France continentale » est parfois utilisé pour décrire le territoire de France métropolitaine en excluant la Corse, bien que la Guyane et la Terre Adélie ne soient pas des territoires insulaires. En effet, ces derniers sont situés respectivement sur les continents sud-américain et antarctique. La forme de la partie continentale du territoire métropolitain de la France lui vaut son surnom d'« Hexagone ». L'illustration de cette périphrase se retrouve, notamment, sur la pièce de 1 franc de Gaulle (1988) et sur les faces nationales des pièces de 1 et 2 euros (gravées par Joaquin Jimenez).

### France entière
La France entière, au sens de l'Insee, comprend la France métropolitaine et les cinq départements d'outre-mer (Guyane, Martinique, Guadeloupe, Mayotte et La Réunion).

### Union européenne
La France métropolitaine et les régions ultrapériphériques que sont les départements d'outre-mer, auxquels s'ajoute la collectivité d'outre-mer de Saint-Martin, font partie de l'Union européenne (UE). Les régions ultrapériphériques n'appartiennent pas à l'espace Schengen.
Les autres territoires français situés hors d'Europe constituent des pays et territoires d'outre-mer, et ne font pas partie de l'UE.
En résumé, seules la France entière et la collectivité d'outre-mer de Saint-Martin font partie de l'UE.

## Géographie
La France métropolitaine s'étend sur 552 000 km2 (551 500 km2, surface terrestre et eaux intérieures), 543 908,3 km2 (somme totale des surfaces cadastrales) ou 551 695 km2 (surface géodésique selon l'IGN)[réf. incomplète], soit 80 % du territoire terrestre total de la République.
En 2022, la France métropolitaine compte 121,1 habitants/km2.
Au 1er janvier 2022, la population de France métropolitaine atteint 65 846 255 habitants, soit 97,2 % du total (métropole + DROM). Au 1er janvier 2023, le territoire métropolitain comptait 34 816 des 34 945 communes de France, soit 99,63 %.

## Administration

### Codification
De 1993 à 1997, l'entité France métropolitaine disposait d'un code pays (FX) dans la nomenclature internationale de l'ISO 3166, mais ce code a été supprimé car cette entité n'est pas un pays et fait partie de la France dont le code est FR.

### Subdivisions
Les douze régions métropolitaines (auxquelles n'appartient pas la collectivité territoriale unique de Corse), sont par ordre alphabétique de leurs noms et codes ISO 3166-2:FR :
| Code ISO | Nom de la région           |
| -------- | -------------------------- |
| FR-ARA   | Auvergne-Rhône-Alpes       |
| FR-BFC   | Bourgogne-Franche-Comté    |
| FR-BRE   | Bretagne                   |
| FR-CVL   | Centre-Val de Loire        |
| FR-GES   | Grand Est                  |
| FR-HDF   | Hauts-de-France            |
| FR-IDF   | Île-de-France              |
| FR-NOR   | Normandie                  |
| FR-NAQ   | Nouvelle-Aquitaine         |
| FR-OCC   | Occitanie                  |
| FR-PDL   | Pays de la Loire           |
| FR-PAC   | Provence-Alpes-Côte d'Azur |

Cinq des territoires français situés outre-mer (la Guadeloupe, la Guyane, la Martinique, La Réunion et Mayotte) disposent des statuts de régions et départements au même titre que les territoires métropolitains.